# Geri Allen
Pour les articles homonymes, voir Allen.
Geri Allen est une pianiste américaine de jazz, née à Pontiac (Michigan) le 12 juin 1957 et morte le 27 juin 2017 à Philadelphie (Pennsylvanie). Elle a joué avec de grands noms du jazz, tels que Betty Carter, Wayne Shorter, Ron Carter, Ornette Coleman, Charles Lloyd ou encore Wallace Roney.

## Biographie

### Jeunesse
Le père de Geri Allen, Mount V. Allen Jr., est principal de collège et pianiste à Detroit, sa mère, Barbara Jean, travaille au Defense Contract Management Agency (en) pour le gouvernement. Le jazz est très présent dans son enfance, mais elle est également intéressée par les musiques soul et pop de Motown et du label Tribe ; elle rend d'ailleurs hommage à cette musique sur son disque Grand River Crossings (en). Elle prend des cours particuliers de piano à l'âge de 7 ans, et croise alors qu'elle est au lycée Donald Byrd et surtout Marcus Belgrave, qui l'encouragent dans la pratique de son instrument. Belgrave l'entraîne dans des clubs, pendant qu'elle approfondit sa connaissance d'Herbie Hancock, Miles Davis, Thelonious Monk, Bud Powell, Art Tatum ou Fats Waller.
Après avoir étudié à l’université Howard de Washington jusqu'en 1979, ainsi qu'auprès de Kenny Barron, elle rencontre Nathan Davis. Ce dernier l'encourage à étudier à l’université de Pittsburgh, alors directeur du département jazz
. Elle est diplômée en 1982 en ethnomusicologie à l’université de Pittsburgh,. Elle effectue une tournée avec Nathan Davis dans les Caraïbes.

### Débuts professionnels
Elle s'installe à New York au début des années 1980. Elle joue avec le groupe The Supreme, puis avec des musiciens de l’Art Ensemble of Chicago.
Elle rencontre Steve Coleman en 1984, et fait activement partie du mouvement M-Base, avec Greg Osby ou Cassandra Wilson. Son rôle est prépondérant dans ce collectif porteur du nouveau « jazz créatif »,. Coleman se dira impressionné par sa culture et par sa curiosité musicale, s'affranchissant de toutes les barrières de style ou d'époque.
Son premier album en leader, The Printmakers (en), sort en 1984.
La tentation funky s'exprime dans le disque Open on All Sides in the Middle (en) (1987), mais elle apparaît également dans des contextes plus orthodoxes : avec Charlie Haden et Paul Motian (1986), Oliver Lake...

### Années 1990
Avec The Nurturer (en) (1990) ou Maroons (en) (1992), Geri Allen montre son intérêt pour des compositions plus vastes, impliquant Marcus Belgrave ou Kenny Garrett.
En 1998 sort The Gathering (en), un album salué par la critique. Sur cet album joue son mari, le trompettiste Wallace Roney, ainsi que Robin Eubanks, Vernon Reid, Buster Williams ou encore Lenny White. Elle joue aussi bien avec la jeune garde (Greg Osby, Gary Thomas) qu'avec ses ainés (Bobby Hutcherson, James Newton, Dave Holland, Jack DeJohnette, Lester Bowie...)

### Années 2000
En 2006, Geri Allen compose For the Healing of the Nations, une suite de jazz pour voix qui lui a été commandée en hommage aux victimes des attentats du 11 septembre 2001. L'œuvre a été jouée par le chœur Afro Blue Jazz de l'université Howard à Washington.
La même année parait Zodiac Suite: Revisited, publié sous le nom de « Mary Lou Williams Collective », un trio dirigé par Geri Allen avec Buster Williams à la contrebasse et Billy Hart à la batterie, rendant hommage à Zodiac Suite composée par la pianiste et compositrice en 1945.

### Années 2010
En 2010, son album en piano solo Flying Toward the Sound (en) est acclamé par la critique. Il fait notamment partie du « meilleur de 2017 » pour NPR et Down Beat.
En 2013, elle fonde un trio féminin, avec Terry Line Carrington et Esperanza Spalding, qui rencontre un grand succès.
Elle meurt le 27 juin 2017 à 60 ans des suites d'un cancer.

### Autres activités
Geri Allen enseigne à l’université du Michigan et à New York. Elle est directrice du département jazz à l’université de Pittsburgh.
Peu avant sa mort, elle est la première directrice artistique du Carr Center de Detroit, un organisme de soutien artistique aux Afro-américains,.
En 1996, elle joue le rôle de Mary Lou Williams dans le film Kansas City de Robert Altman.

## Style
Le jeu de Geri Allen, unique et personnel, s'inscrit dans une certaine tradition du jazz et s'inscrit dans une filiation monkienne,. Elle est également inspirée par Mary Lou Williams, Cecil Taylor, le groove de McCoy Tyner, l'impressionnisme de Herbie Hancock et l'héritage du bebop, tout en ayant une bonne connaissance de la musique dite classique.
Son jeu en piano solo, depuis Home Grown (en) (1985) à Flying Toward the Sound (en), « déborde d'étonnantes prouesses techniques et de couleurs kaléidoscopiques. »

## Prix et distinctions
- 1995 : Geri Allen est la première récipiendaire du Soul Train's Lady of Soul Award de l'album de l'année pour Twenty One (en)[11]
- 1996 : Geri Allen est la première femme à obtenir le prix Jazzpar[5], et la plus jeune bénéficiaire[4]
- 2006 : Guggenheim Fellowship[4]
- 2008 : African American Classical Music Award, décerné par le Spelman College[11]
- Distinguished Alumni Award de l'université Howard[11]

## Discographie

### En tant que leader ou co-leader
- 1984 : The Printmakers (en) (Minor Music)
- 1985 : Home Grown (en) piano solo (Minor Music)
- 1987 : Open on All Sides in the Middle (en) (Minor Music)
- 1989 : In the Year of the Dragon (en) (Geri Allen, Charlie Haden & Paul Motian, Verve Records)
- 1989 : Segments (en) (DIW)
- 1989 : Twylight (en) (Verve)
- 1990 : The Nurturer (en) (Blue Note)
- 1990 : Live at the Village Vanguard (en) (DIW Japan)
- 1992 : Maroons (en) (Blue Note)
- 1994 : Twenty One (en) (Blue Note)
- 1995 : Eyes in the Back of Your Head (en) (Blue Note)
- 1996 : Some Aspects of Water (en) live (Geri Allen Trio/Geri Allen and The JAZZPAR 1996 Nonet, Storyville)
- 1998 : The Gathering (en) (Verve)
- 1988 : Three Pianos For Jimi (Geri Allen, Mark Batson, Scott Batson, Douglas)[12]
- 2004 : The Life of a Song (en) live (Telarc)
- 2006 : Timeless Portraits and Dreams (en) (Motéma Music)
- 2006 : Zodiac Suite: Revisited (Mary Lou Williams Collective, Mary Records)
- 2010 : Flying Toward the Sound (en) piano solo (Motéma Music)
- 2010 : Geri Allen & Timeline Live (en) live (Motéma Music)
- 2011 : A Child Is Born (en) principalement en piano solo (Motéma Music)
- 2013 : Grand River Crossings (en) principalement en piano solo (Motéma Music)
- 2015 : Perfection (Motéma Music)

### En tant que sidewoman
Source